# إيغور ماكاروف (لاعب كرة قدم)
إيغور ماكاروف (بالروسية: Макаров, Игорь Юрьевич)‏ هو مدرب كرة قدم ولاعب كرة قدم روسي في مركزي الهجوم والوسط، ولد في 10 يونيو 1970 في يورييف-بولسكي في روسيا. لعب مع أورال يكاترينبورغ وبالتيكا كالينينغراد وسيسكا موسكو.